# Seznam ameriških oboistov
Seznam ameriških oboistov.

## B
- Robert Bloom
- Marcia Butler

## C
- Stephen Caplan
- Stephen Colburn

## G
- Andrea Gullickson

## I
- Robert Ingliss

## L
- John de Lancie

## M
- Josef Marx
- Melinda Maxwell
- Mitch Miller

## P
- Emily Pailthorpe

## R
- Gonzalo Xavier Ruiz

## S
- Harry Smyles
- Ray Still
- William Grant Still (1895-1978)